# سارة كريبس
سارة إي. كريبس (بالإنجليزية: Sarah E. Kreps)‏ هي عالمة متخصصة في العلوم السياسية في القوات الجوية الأمريكية، ومحللة سياسات، تركز على السياسة الخارجية والدفاعية الأمريكية. وهي أستاذة مشاركة في الحكومة بجامعة كورنيل، وأستاذة القانون المساعد بكلية كورنيل للحقوق، وباحثة مساعدة في الأكاديمية العسكرية الأمريكية في ويست بوينت.
وهي مؤلفة لأربعة كتب، من بينها كتابان عن الطائرات بدون طيار، وآخر عن التدخلات العسكرية الأمريكية بعد الحرب الباردة، وآخرها حول كيفية دفع الولايات المتحدة لحروبها. وهي عضوة في مجلس العلاقات الخارجية، وظهرت كتاباتها في واشنطن بوست، إنترناشيونال هيرالد تريبيو، نيويورك تايمز، يو إس إيه توداي، سي إن بي سي، وسي إن إن.

## عملها العسكري
كانت ضابط بمنطقة أجنبية للشؤون الأوروبية وشبه الصحراء الإفريقية من 1999-2003. عملت كمستشارة لوزارة الدفاع في المملكة المتحدة ومنظمة حلف شمال الأطلسي (الناتو) من 2003-2004، وكمحللة لمكتب الاستطلاع الوطني من 2003-2005. ومنذ ذلك الحين، عملت كمستشارة لمعهد السلام الأمريكي ، وكمستشارة تنفيذية لوزارة الأمن الداخلي للولايات المتحدة.

## مؤلفاتها
- فرض الضرائب على الحروب: الطريقة الأمريكية لتمويل الحرب وانحدار الديمقراطية (مطبعة جامعة أكسفورد، 2018).[10]
- الطائرات بدون طيار: ما يحتاج الجميع معرفته (مطبعة جامعة أكسفورد، 2016).[11]
- حرب الطائرات بدون طيار (دار نشر الصحافة، 2014 ؛ شاركت في تأليفه مع جون كاغ).[12]
- التدخلات العسكرية للولايات المتحدة بعد الحرب الباردة (مطبعة جامعة أكسفورد، 2011).[13]

## وصلات خارجية
- Personal website
- New York Times Opinionator author page
- Interview with the Council on Foreign Relations